# Martin Accola

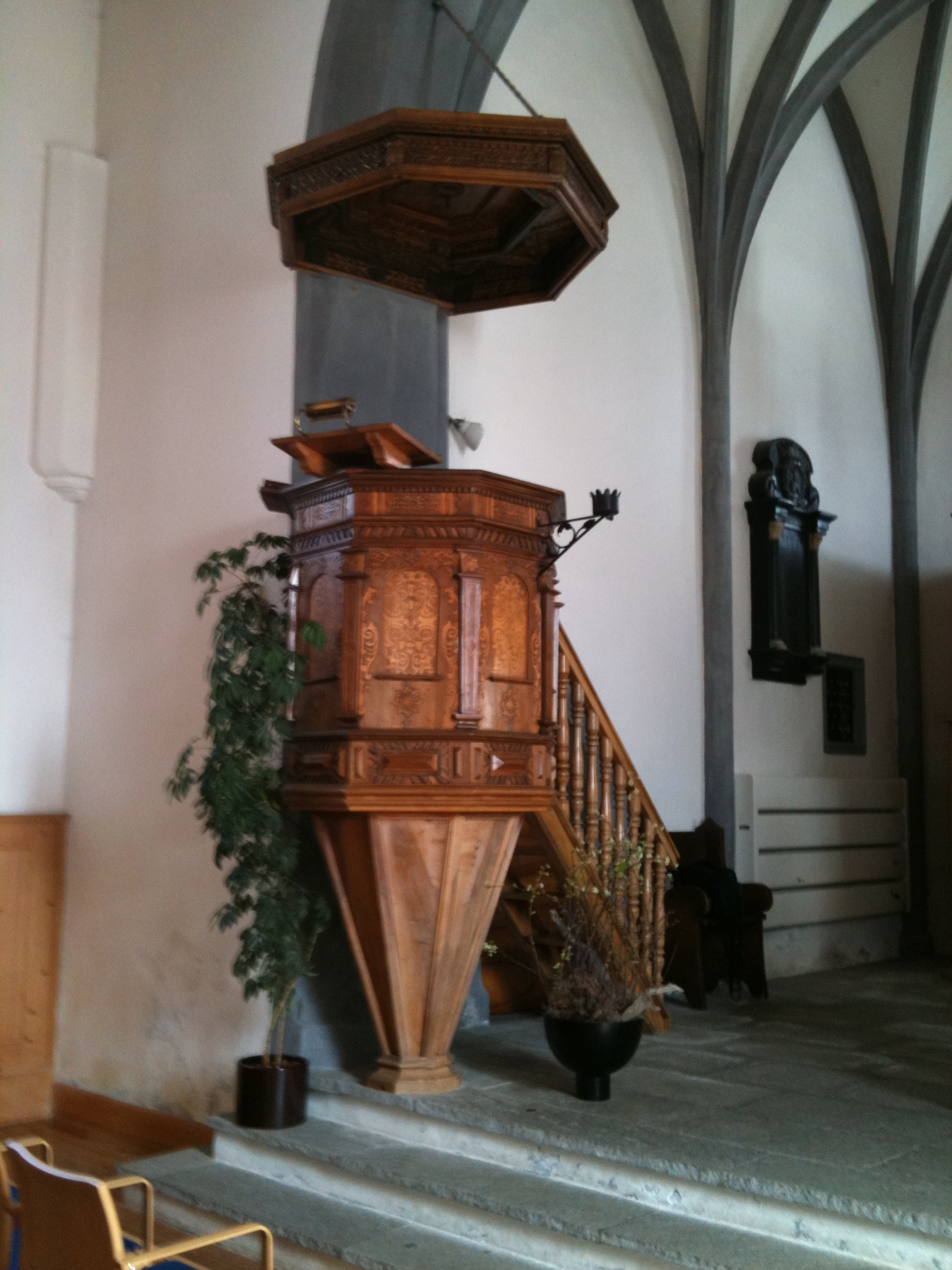
Die Kanzel in der Flimser Kirche, auf der Accola drei Jahrzehnte hindurch predigte

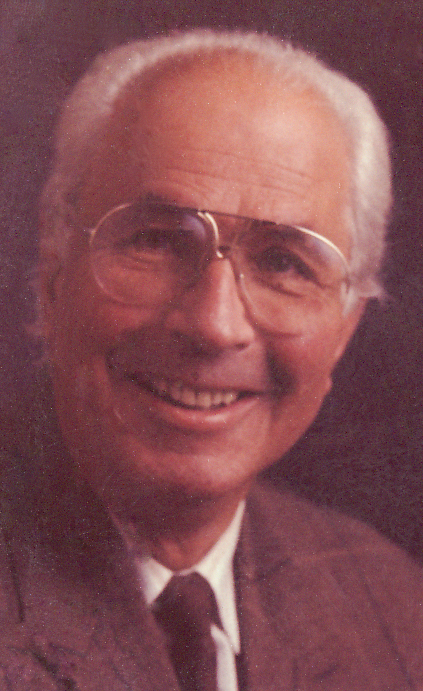
Martin Accola

Martin Accola (* 14. Juli 1928 in Davos; † 3. Juni 2012 in Chur) war ein reformierter Pfarrer im Kanton Graubünden und 10 Jahre Dekan der evangelisch-reformierten Kirche des Kantons Graubünden.

## Leben
Accola wuchs als Sohn eines Lehrers in Davos auf. Die Matura des Typus A absolvierte er 1948 an der Bündner Kantonsschule in Chur.
Nach sieben Semestern Theologiestudium an der Universität Zürich legte er das Examen ab. Noch im gleichen Jahr wurde er in Langwies in die Bündner Synode aufgenommen.
Pfarrdienst versah Accola in St. Peter und von 1956 an in Flims, wo er bis zu seiner Pensionierung blieb.
1968 wurde Accola, nachdem er bereits zwei Jahre Mitglied des Kirchenrates war, in Landquart zum Dekan der Synode gewählt. Das Amt hatte er bis 1978 inne. Er war massgeblich beteiligt an der grossen und vom Stimmvolk an der Urne bestätigten Verfassungsrevision der Bündnerkirche im Jahre 1978, bei der unter anderem die Kolloquien eingeführt wurden und den Laien grössere Verantwortung in den kirchlichen Gremien übertragen wurde.

## Zitat
„Um den Synodalort zu erreichen, hat die Mehrzahl von uns zwei Pässe überschritten. Wir erblicken darin Bild und Gleichnis menschlichen Lebens. Wie oft haben wir auf einer weiten Strecke Höhen und Tiefen zu überwinden, bis wir endlich zusammenfinden.“